# Freycinetia bomberaiensis
Freycinetia bomberaiensis är en enhjärtbladig växtart som beskrevs av Huynh. Freycinetia bomberaiensis ingår i släktet Freycinetia och familjen Pandanaceae. Inga underarter finns listade.